# Khanatha bint Bakkar
Lalla Khanatha bint Bakkar (arabe : لَالة خناثة بنت بكار) (1668 - 1754) fut l’épouse et la favorite du sultan Moulay Ismaël (r. 1672 à 1727). Après la mort du sultan, elle gouverna officieusement au Maroc durant les règnes multiples de son fils Moulay Abdallah.

## Biographie
Elle est la fille du Cheick Abou Bakkar al-Ghul bin Ali al-Mghafri et est originaire de la tribu M'ghafra, une tribu Hassan. Khnata Bent Bakkar est native de Sbouya que ses contemporains appelaient Oued Noun, en 1678 elle épousa le Sultan Moulay Ismail qui régna de 1672 à 1727. Dès lors, une princesse, elle gouverna dans l’ombre au XVIIIe siècle. Au Maroc, les épouses de souverains n’ont jamais eu le statut officiel de reine[réf. nécessaire], mais elles l’étaient dans les faits, parfois. Cependant, elles eurent maintes fois l’occasion de montrer leur talent à gouverner et même à diriger une armée. Khnata tenait déjà de facto le rôle de ministre de son époux avant son décès. Après, durant les règnes fragmentés de son fils elle maintint un rôle actif dans la gouvernance du pays. Elle fut également nommée ministre des affaires étrangères, durant le règne de son fils Moulay Abdallah et est considérée comme la première femme marocaine à avoir occupé ce poste.

## Descendance
De leur union, Lalla Khanatha et Moulay Ismail eurent plusieurs enfants. Ceux que la postérité retint furent :
- Moulay Mohammed[7] (c. 1679[7]-1704)[7], l'ainé de ses enfants ;
- Moulay Hafiz[8],[9], né dans les années 1680 il mourut en 1704 à Fès;
- Moulay Mehrez[10], il mourut en 1726[10] ;
- Moulay Mohammed al-Mutais[11], il mourut en 1704[11] ;
- le sultan Moulay Abdallah (1694-1757), il est le père du sultan Sidi Mohammed III.

## Hommages
Dans Kitâb Elistiqsâ, l'auteur Al-Nasiri rend hommage à Lalla Khanatha à la date de sa mort :
« Le 6 djoumâda 1er, mourut la noble dame Khenâtsa Elmgafriya, fille de Bekkâr et mère du Sultan (Dieu lui fasse miséricorde!) qui était une femme très versée dans les sciences et les belles-lettres. Elle fut enterrée dans le cimetière des chérifs, à Fès Eljedid ».
À Casablanca, en hommage à sa personne, un lycée privé le Collège Khnata Bent Bakkar porte son nom.

## Postérité culturelle
- le roman, La Reine Khanatha, épouse de Mawla Ismail, d'Amna Ellouh[14] (grâce auquel elle remporta le Prix marocain de littérature en 1954).